# Hoby Milner
Hoby Trey Milner (Dallas, Texas, 13 de enero de 1991), más conocido como Hoby Milner, es un jugador profesional estadounidense de béisbol que se desempeña en la posición de lanzador en Texas Rangers, equipo de las Grandes Ligas de Béisbol (MLB).

## Carrera
Milner hizo su debut en la MLB con el equipo Philadelphia Phillies, en el cual jugó dos temporadas (2017-2018), después pasó a Tampa Bay Rays (2018-2019), luego a Los Angeles Angels (2020), posteriormente a Milwaukee Brewers (2021-2024), y finalmente, a Texas Rangers.